# ビーコン・ラボエンターテイメント
株式会社ビーコン・ラボ（英: BEACON LAB ENTERTAINMENT）は、東京都渋谷区に所在する日本の芸能プロダクションである。
俳優の浅利陽介や卓球選手の水谷隼を始めとするタレントやスポーツ選手、アスリートが在籍する。

## 沿革
- 2010年 - 会社を設立。浅利陽介が映画「手のひらの幸せ」で映画初主演。
- 2011年 - 浅利陽介がテレビドラマ「ひとりじゃない」でドラマ初主演を務める。
- 2013年 - 水谷隼が全日本選手権優勝
- 2014年
  - 水谷隼がITTFワールドツアー・グランドファイナル優勝
  - 松島輝空が全日本選手権バンビの部優勝
- 2015年（平成26年）[要検証 – ノート] - 水谷隼が全日本選手権優勝
- 2015年
  - 水谷隼がITTFワールドツアー・オーストリアオープン優勝
  - 松島輝空が全日本選手権バンビの部優勝（2年連続）
- 2016年（平成27年度） - 水谷隼が全日本選手権優勝
- 2016年
  - 水谷隼がITTFワールドツアー・ポーランド・オープン優勝
  - 水谷隼がリオデジャネイロオリンピック個人戦で銅メダルを日本人で初めて獲得した。
  - 水谷隼がリオデジャネイロオリンピック団体戦で銀メダルを日本卓球男子で初めて獲得。
  - 松島輝空が全日本選手権カブの部優勝（3年連続）
  - 松島輝空がナショナルチーム入り
- 2017年 - 松島輝空が後藤杯卓球選手権大会ホープスの部優勝
- 株式会社タマス（バタフライ）と契約を結ぶ。

## 代表取締役・役員
- 代表取締役：田中則和
- 取締役：吉岡智子
- 取締役：相原江紀
- 監査役：吉岡智子

## 所属タレント
- 浅利陽介
- 下塚恭平
- 東拓海
- 橋本彩花
- 安川結花
- 大森つばさ
- 柳田大輝
- 野島健矢
- 藤原弥生
- 実由
- 上野なつひ
- 内倉憲二
- 江戸川じゅん兵
- 牛次郎